# Streptomyces peucetius
Streptomyces peucetius Grein et al., 1963 è un batterio del genere Streptomyces.
S. peucetius è usato per produrre la daunomicina e l'adriamicina, antibiotici antitumorali.